# West Denton (Maryland)
Pour les articles homonymes, voir Denton.
West Denton est une census-designated place située dans le comté de Caroline, dans l’État du Maryland, aux États-Unis. Lors du recensement de 2020, elle comptait 46 habitants.